# Boda (Hungria)
Boda é um município da Hungria, situado no condado de Baranya. Tem 15,42 km² de área e sua população em 2019 foi estimada em 388 habitantes.